# Podocarpus novoguineensis
Podocarpus novoguineensis — вид хвойних дерев родини Podocarpaceae. Батьківщиною цього виду є Нова Гвінея.